# Chongming
Distrito de Chongming é um município de nível provincial de Xangai, na China. Chongming consiste em três ilhas aluviais baixas do estuário do rio Yangtze, ao norte da península de Xangai: Chongming, Changxing, e Hengsha.
Chongming é a segunda maior ilha administrada pela República Popular da China e a terceira maior da Grande China, depois de Taiwan e Hainan. O município cobre uma área de 1.411 quilômetros e tem uma população de 704 mil habitantes de acordo com o censo chinês de 2010.